# Incidente del C-47 di Aer Lingus nel 1952
L'incidente del C-47 dell'Aer Lingus nel 1952 avvenne il 10 gennaio 1952 in Galles. Il Douglas C-47 operato dall'Aer Lingus era in rotta dalla stazione della Royal Air Force di Northolt a Londra verso Dublino quando l'aereo improvvisamente entrò in picchiata e si schiantò nei pressi di Llyn Gwynant. Tutti i venti passeggeri e i tre membri dell'equipaggio morirono nell'incidente. Fu determinato che l'aereo era volato contro un'onda di montagna innescata dal monte Snowdon, con conseguente perdita di controllo. Ad oggi, l'incidente è il secondo peggior incidente di un aereo commerciale in Galles, il primo incidente mortale dell'Aer Lingus e il secondo peggior incidente che coinvolse l'Aer Lingus.

## L'incidente
Il volo partì dalla stazione della Royal Air Force di Northolt alle 17:25 ora locale del 10 gennaio 1952. Mentre il volo sorvolava Daventry alle 5:56, tre minuti prima del previsto, effettuò il check-in e stimò che avrebbe attraversato il suo successivo punto di segnalazione, tre gradi di longitudine ovest, alle 6:41, mantenendo una velocità al suolo costante. Alle 6:38, l'aereo aveva attraversato tre gradi ovest e il suo orario di arrivo stimato a Dublino era per le 7:51. Alle 6:54, il C-47 richiese il permesso di salire a 6.500 piedi (2.000 m) e alle 7:12 riportò la sua posizione su Nefyn, sulla costa nord-occidentale della penisola di Llŷn, Gwynedd, nel Galles, e cambiò la sua frequenza radio a Dublino. Tra le 7:12 e le 7:15, l'aereo contattò il controllo del traffico aereo di Dublino e richiese un'autorizzazione alla discesa, concessa poco dopo.
Verso le 19:15, l'aereo si schiantò in una torbiera a circa 2,4 km a est di Llyn Gwynant nella regione del Galles di Snowdonia, a un'altitudine di 370 m sul livello del mare. Le condizioni del relitto suggerivano che l'aereo avesse colpito il suolo in una picchiata ripida, orientato verso nord. L'aereo si disintegrò e si scatenò un incendio nel cratere d'impatto principale.

## L'indagine

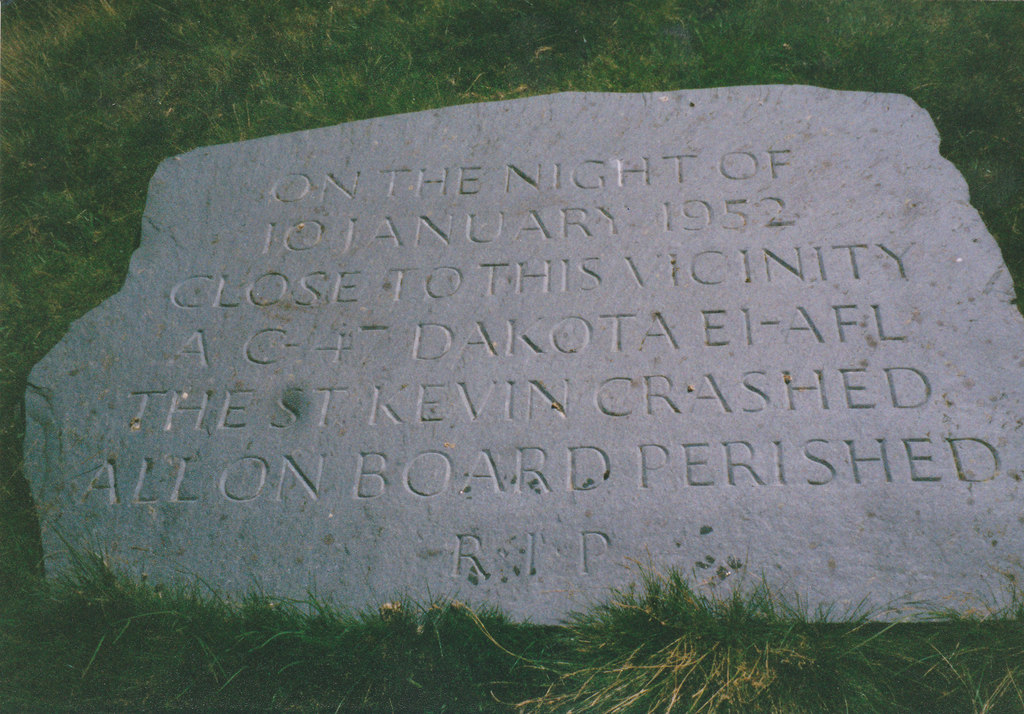
Un monumento commemorativo sul luogo dell'incidente del gennaio 1952.

Gli investigatori conclusero che l'aereo aveva deviato inconsapevolmente dalla rotta prevista e che il pilota pensava di trovarsi sopra il Mare d'Irlanda quando in realtà si trovava nelle vicinanze del monte Snowdon, nel Galles del Nord. Poiché il dispositivo antighiaccio dell'aereo era stato attivato, gli investigatori conclusero che il pilota fosse stato spinto a scendere a 4.500 piedi (1.400 m) a causa della formazione di ghiaccio. Durante la discesa, incontrò una corrente discendente insolitamente forte attorno alla montagna e l'aereo perse rapidamente quota fino a scendere sotto le creste delle montagne nella zona prima che il pilota potesse riprendere quota. A quella bassa altitudine, il velivolo subì una forte turbolenza che lo colpì, ruppe un'ala e causò lo schianto.